# Gustave Washer
Gustave François Philippe Washer (Brussel, 12 december 1835 - 12 juli 1912) was een Belgisch volksvertegenwoordiger.

## Levensloop
Hij was een zoon van de handelaar in tule en kant François Washer en van Joséphine Fierens. Hij trouwde met Eugénie Hanssens.
Hij volgde in zijn vaders voetstappen en leidde de firma Weduwe Washer in Brussel.
In 1878 werd hij verkozen tot liberaal volksvertegenwoordiger voor het arrondissement Brussel en vervulde dit mandaat tot in 1884.
Hij was in Brussel lid van een vrijmetselaarsloge.